# Antoine Bourg-Laprade
Pour les articles homonymes, voir Laprade.
Antoine Bourg-Laprade, né le 17 septembre 1736 à Meilhan et mort au même endroit le 14 novembre 1816, est un homme politique français.

## Biographie
Sous l'Ancien Régime, Antoine Bourg-Laprade est trésorier de France,.
Il est élu le 23 germinal an V député de Lot-et-Garonne au Conseil des Cinq-Cents où il rapporte quelques projets de loi. Rallié au 18 Brumaire, il est choisi le 25 décembre 1799 par le Sénat conservateur pour représenter le département de Lot-et-Garonne au corps législatif. Élu président de cette assemblée le 1er nivôse an IX (22 décembre 1800), il conduit la délégation du corps législatif qui rend visite au Premier Consul après l'attentat de la rue Saint-Nicaise,. Sous sa présidence, qui se termine le 6 janvier 1801, est aussi évoquée l'armistice de Steyr. Élu candidat pour le Sénat par le collège électoral de son département en 1803, il n'est pas choisi par l'Empereur. Il se retire en juin 1814.
Il meurt à Meilhan le 14 novembre 1816.

## Sources
- « Antoine Bourg-Laprade », dans Adolphe Robert et Gaston Cougny, Dictionnaire des parlementaires français, Edgar Bourloton, 1889-1891 [détail de l’édition]